# Sebastian Pydzik
Sebastian Pydzik (ur. 11 stycznia 1986 w Częstochowie) – polski żużlowiec.
Żużlową licencję zdobył na torze w Krośnie w 2003 roku w barwach Włókniarza Częstochowa. Pydzik pierwszy raz w zawodach wystartował na torze w Opolu w Południowej Lidze Młodzieżowej, gdzie w czterech startach wywalczył 4 punkty, natomiast w lidze zadebiutował w sezonie 2005 w meczu przeciwko Atlasowi Wrocław. Wystartował w tym spotkaniu w jednym biegu i nie zdobył punktów.
W 2007 reprezentował Speedway Miszkolc w polskiej II lidze.
W 2008 roku postanowił zakończyć karierę sportową z uwagi na częste kontuzje. Został jednak mechanikiem Mistrza Świata Nickiego Pedersena.